# Ayşenur Külahlıoğlu İslam
Ayşenur Külahlıoğlu İslam (Üsküdar, Isztambul, 1958. január 16. –) török egyetemi előadó, politikus, parlamenti képviselő. Recep Tayyip Erdoğan kormányában 2013. december 26. óta család-és szociálpolitikai miniszter.

## Életrajz
A Márvány-tengeri régióban, az İstanbul tartományban található Üsküdar kerületben született (Isztambul része). A középiskolát a kadıköyi líceumban (törökül: Kadıköy Maarif Koleji, KAL), később az Isztambuli Egyetem Bölcsészettudományi Kar angol-filológia szakra járt. Ezt követően az Ankarai Egyetem (törökül: Ankara Üniversitesi) nyelv, történelem és földrajz tanszékén, török nyelv és irodalomból szerzett diplomát, valamint mesterfokozatot is. A Gazi Egyetemen  doktorált.
A diplomái megszerzése után az ankarai, a kirikkale-i, valamint az alapítványi fenntartású Fővárosi Egyetemen  (törökül: Başkent Üniversitesi) dolgozott tanárként.
2005-ben lett docens, majd 2007-ben a Kulturális és Turisztikai Minisztérium Kutatási, Oktatási és Képzőművészeti Főigazgatóságon dolgozott. A Yunus Emre Intézet alapításakor az igazgatótanács tagja lett. 2014-ig 10 könyve és 40 szakcikke jelent meg.

## Politikai karrierje
A 2013 decemberi korrupciós botrányban leváltott Fatma Şahin utódja lett a család-és szociálpolitikai miniszteri poszton.

## Magánélete
Férje, Bahadır Celal İslam orvos, egy gyermeke van, angolul jól beszél.

## Fordítás
- Ez a szócikk részben vagy egészben  az   Ayşenur Külahlıoğlu İslam című török Wikipédia-szócikk fordításán alapul.  Az eredeti cikk szerkesztőit annak laptörténete sorolja fel. Ez a jelzés csupán a megfogalmazás eredetét és a szerzői jogokat jelzi, nem szolgál a cikkben szereplő információk forrásmegjelöléseként.
- Ez a szócikk részben vagy egészben  az   Ayşenur İslam című angol Wikipédia-szócikk fordításán alapul.  Az eredeti cikk szerkesztőit annak laptörténete sorolja fel. Ez a jelzés csupán a megfogalmazás eredetét és a szerzői jogokat jelzi, nem szolgál a cikkben szereplő információk forrásmegjelöléseként.